# ادموند نیبر
ادموند نیبر (انگلیسی: Edmond De Knibber) کماندار اهل بلژیک است. از افتخارات وی میتوان به کسب مدال طلا در بازی‌های المپیک تابستانی ۱۹۲۰ اشاره کرد.